# Shonen Knife
Shonen Knife (少年ナイフ) je japonská ženská rocková skupina. Její styl vychází z garage rocku šedesátých let a melodického punk rocku, zejména z tvorby skupiny The Ramones, z jejíhož repertoáru převzala řadu skladeb. Zpívá japonsky i anglicky.
Skupinu založily v prosinci 1981 sestry Naoko a Atsuko Yamanovy. Obdivovatelem Shonen Knife byl Kurt Cobain, v roce 1991 pozval kapelu na společné turné s Nirvanou. V americkém filmu Poslední smích (1995) zazněla píseň Shonen Knife Top of the World (remake hitu od Carpenters).
- 1982: Minna Tanoshiku
- 1983: Burning Farm
- 1984: Yama-no Attchan
- 1986: Pretty Little Baka Guy
- 1991: 712
- 1992: Let's Knife
- 1993: Rock Animals
- 1996: The Birds & the B-Sides
- 1997: Brand New Knife
- 1998: Happy Hour
- 2000: Strawberry Sound
- 2002: Heavy Songs
- 2003: Candy Rock
- 2006: Genki Shock!
- 2007: fun! fun! fun!
- 2008: Super Group
- 2010: Free Time
- 2011: Osaka Ramones
- 2012: Pop Tune
- 2014: Overdrive